# Grębocice (gmina)
Pour la localité, voir Grębocice.

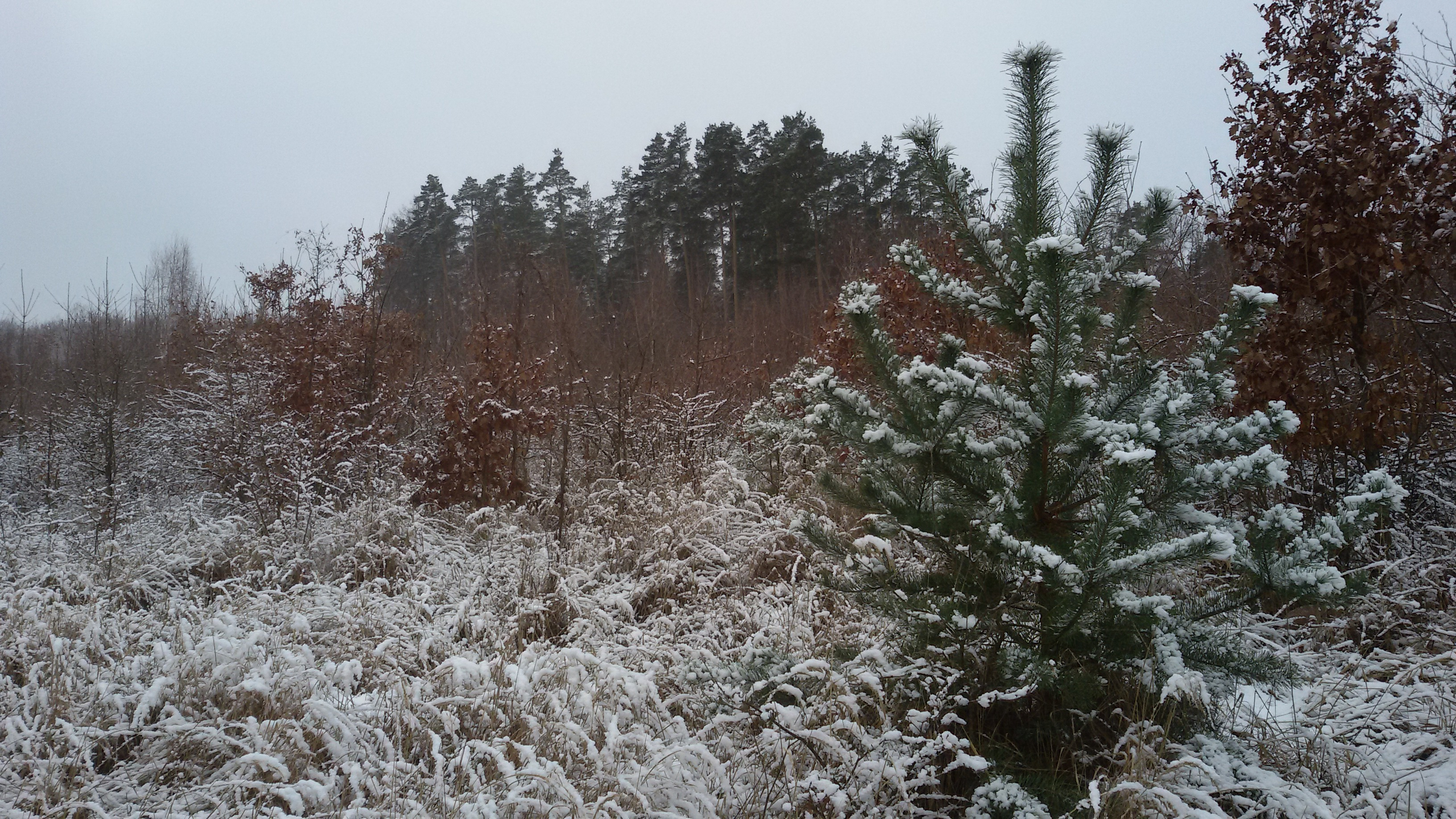
Commune de Grębocice, Pologne

Grębocice est une gmina rurale du powiat de Polkowice, Basse-Silésie, dans le sud-ouest de la Pologne. Son siège est le village de Grębocice, qui se situe environ 13 km au nord-est de Polkowice, et 81 km au nord-ouest de la capitale régionale Wrocław.
La gmina couvre une superficie de 121,89 km2 pour une population de 5 290 habitants.

## Géographie
La gmina est bordée par les gminy de Głogów, Kotla, Niechlów, Pęcław, Sława et Wschowa.
La gmina contient les villages de Bucze, Duża Wólka, Grębocice, Grodowiec, Grodziszcze, Krzydłowice, Kwielice, Obiszów, Ogorzelec, Proszyce, Retków, Rzeczyca, Stara Rzeka, Szymocin, Trzęsów, Wilczyn et Żabice.